# Mittagskogel (Alpy Ötztalskie)
Mittagskogel  – szczyt w Alpach Ötztalskich, części Centralnych Alp Wschodnich. Leży w Austrii w kraju związkowym Tyrol.